# 新闵线
新闵线或称新闵支线，为沪昆线的一条货运支线，主要承担闵行开发区各厂的物资运输和吴泾方向货物的中转。起自新桥站，经车墩站（原闵行西站）、闵行站，抵达上海电机厂。线路全长14.37千米。

## 概览
该线路为客货两用线路。1961-1984年，开行上海—闵行重型机器厂职工上下班专列，每周两次单程运输，按市郊列车票价计费。后还开行过上海客技站—闵行通勤小客车745-748次2对列车，以及金山卫东站方向市郊列车。目前新桥至车墩区间开行金山铁路动车组列车，该区间也曾有客车K8351/8352、K8353/8354次列车通行。

## 车站
- 新桥站
- 高桥线路所 → 闵行西站 → 车墩站
- 马桥站 → 闵行站

## 沿革
- 1958年9月 线路开工
- 1959年4月 线路通车
- 1960年5月1日 马桥站改名为闵行站
- 1960年12月27日 全部完工
- 1961年4月23日 交接验收
- 1984年5月 上海—闵行重型机器厂职工专列停运